# Project Siren
Project Siren (también conocido como Team Gravity) es un equipo de desarrollo de videojuegos que trabaja junto con SIE Japan Studio. Es más conocido por la serie de terror de supervivencia Siren, lanzado para PlayStation 2 y PlayStation 3. El equipo fue dirigido por el diseñador de juegos y director Keiichiro Toyama hasta su salida de la empresa en 2020.
Tras el desarrollo de la serie Siren, Project Siren comenzó el desarrollo de Gravity Rush para PlayStation Vita, que fue lanzado a través de varias regiones en 2012.

## Juegos
| Título             | Año  | Plataforma (s)   |
| ------------------ | ---- | ---------------- |
| Siren              | 2003 | PlayStation 2    |
| Forbidden Siren 2  | 2006 | PlayStation 2    |
| Siren: Blood Curse | 2008 | PlayStation 3    |
| Gravity Rush       | 2012 | PlayStation Vita |
| Gravity Rush 2     | 2017 | PlayStation 4    |